# Първа дебърска дружина
Първа дебърска дружина е военна част от Македоно-одринското опълчение. Формирана е на 1 октомври 1912 година от доброволци от Дебърското и Галичко-Реканско благотворително братство. Организатор и командир на дружината е подпоручик Дянко Караджов, а в Кешан командването е поверено на подполковник Владимир Пеленберг. Дружината е разформирана на 20 септември 1913 година.

## Команден състав
- Командир на дружината: Капитан Стоян Величков
- Адютант: Никола Антонов
- 1-ва рота: Подпоручик Атанас Вълев
- 2-ра рота: Подпоручик Васил Юрданов
- 3-та рота: Подпоручик Ангел Динов
- 4-та рота: Подпоручик Тодор Ганчев
- Младши офицери: Офицерски кандидат Тодор Ганчев
- Нестроева рота: Апостол Христов
- Завеждащ прехраната: Секо Филиповски
- Ковчежник: Стоян Лазов
- Свещеник: Никола Павлов
- Лекар: Офицерски кандидат Михаил Янев[1]

## Знаме
Знамето на 1-ва дебърска дружина е създадено по време на формирането ѝ, като е с размери 105x84 см и е изработено от двоен копринен плат. Обшито е с жълти сърмени ресни с пискюли в двата външни ъгъла. Има дървена дръжка с метален коронован лъв, а под плата на дръжката има метална гривна на с надпис „1-ва ДЕБЪРСКА ОПЪЛЧЕНСКА ДРУЖИНА“.

## Боен път
На 28 октомври 1912 година в Лозенград опълченците от дружината полагат клетва в присъствието на началник-щаба на Действащата армия генерал-майор Иван Фичев. От края на октомври до средата на декември дружината охранява ж.п. линията Муратли-Узункюпрю. До примирието от 20 януари 1913 година дружината е съсредоточена в Кешан, а след това около Шаркьой. Участва в боевете по овладяването на Шаркьой на 22 януари 1913 година и отразяването на десанта на Десети армейски корпус на Хуршид паша между 26 – 28 януари 1913 година.

## Известни доброволци
- Анастас Спасов
- Апостол Христов
- Аристид Дамянов
- Блаже Божинов
- Вельо Мерджанов
- Гаврил Динков
- Григор Стаматов
- Димитър Палчев
- Евстатий Чальовски
- Иван Юруков
- Костадин Николов
- Марко Симеонов
- Михаил Янов
- Пандил Аврамов
- Силко Цветков
- Тодор Зелев
- Тале Кръстев
- Янко Тасев